# Phyzelaphryninae
Phyzelaphryninae is een onderfamilie van kikkers uit de familie Eleutherodactylidae. De groep is pas in 2008 beschreven door Stephen Blair Hedges, William Edward Duellman en Matthew P. Heinicke.
Er zijn veertien soorten in twee geslachten. De soorten komen voor in noordelijk Zuid-Amerika.

## Taxonomie
Onderfamilie Phyzelaphryninae
- Geslacht Adelophryne
- Geslacht Phyzelaphryne

Eleutherodactylinae · 
Phyzelaphryninae